# Manakin minuscule
Tyranneutes virescens
Espèce
Statut de conservation UICN

 LC  : Préoccupation mineure
Le Manakin minuscule (Tyranneutes virescens) est une espèce de passereaux de la famille des Pipridae.

## Répartition

Aire de répartition du Manakin minuscule.

Cet oiseau se rencontre au Brésil, au Guyana, en Guyane, au Suriname et au Venezuela.

## Classification
Le nom valide complet (avec auteur) de ce taxon est Tyranneutes virescens (Pelzeln, 1868).
L'espèce a été initialement classée dans le genre Pipra sous le protonyme Pipra virescens Pelzeln, 1868.
Ce taxon porte en français le nom vernaculaire ou normalisé suivant : Manakin minuscule,.
Tyranneutes virescens a pour synonyme :
- Pipra virescens Pelzeln, 1868